# Anthem, Arizona
Anthem je naseljeno područje za statističke svrhe u američkoj saveznoj državi Arizona. Prema popisu stanovništva iz 2010. u njemu je živjelo 21,700 stanovnika.